# Крыжановка (Лиманский район)
Крыжановка (укр. Крижанівка) — село, относится к Одесскому району Одесской области Украины. С 2020 года, наряду с сёлами Фонтанка, Лески, Александровка, Светлое, Вапнярка и Новая Дофиновка, входит в Фонтанскую объединённую территориальную громаду (общину).
Население по переписи 2001 года составляло 3195 человек. Почтовый индекс — 67562. Телефонный код — 4855. Занимает площадь 1,59 км². Код КОАТУУ — 5122783201.

## Местный совет
67562, Одесская обл., Одесский р-н, с. Крыжановка, ул. Ветеранов, 5